# Atto (teatro)

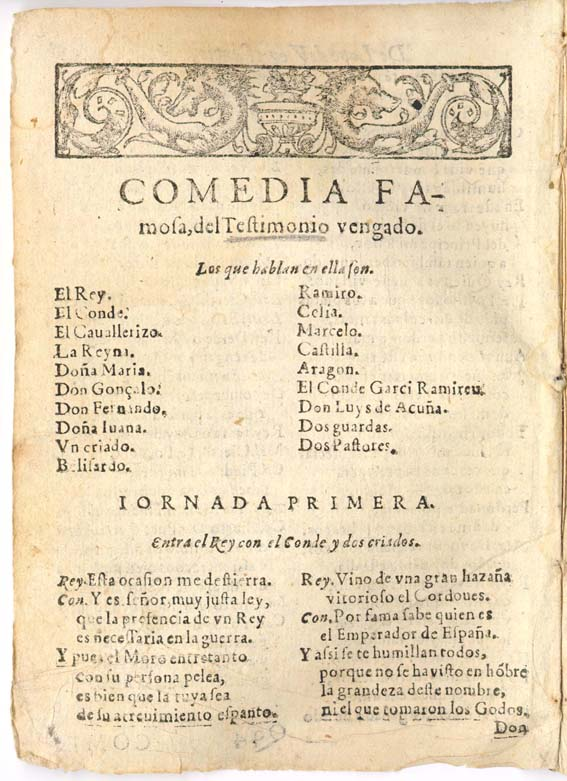
Una pièce di Lope de Vega, divisa in «giornate».

Un atto è la suddivisione principale di pièce teatrale o di un'opera musicale. È  la parte di un'opera drammaturgica separata dalla seguente da un intervallo o da un entracte durante il quale la scena lasciata vuota è riempita con un interludio estraneo all'azione scenica rappresentata negli atti.
Un atto è caratterizzato dall'unità di tempo e, in generale, dall'unità di luogo. Il cambiamento d'atto permette spesso all'autore di procedere a un'ellissi temporale o a un cambiamento di luogo e quindi di far progredire l'intreccio narrativo.
Due atti sono separati da un entracte, intervallo di breve durante il quale la rappresentazione teatrale si interrompe. Ciascun atto può essere, a sua volta, suddiviso in scene o in quadri (tableau in francese). Il passaggio da una scena all'altra corrisponde, in genere, all'entrata o all'uscita di un personaggio, mentre il passaggio da un quadro all'altro implica cambiamenti di scena (e dunque di fondale o, con termine più desueto, per l'appunto, "quadro"), oltre che di personaggi.

## Storia
Il teatro greco ignorava la suddivisione delle rappresentazioni in atti. In teoria, le rappresentazioni greche consistevano di varie parti ben distinte, chiamate protasi, epitasi, catastasi, e catastrofe, ma in realtà nessun intermezzo separava le singole parti. Quando gli attori principali uscivano dalla scena, erano rimpiazzati dal coro, i cui canti erano generalmente legati all'azione. Nessun autore antico, nel citare passaggi di commedie e tragedie greche, ha mai designato l'atto dal quale esse provengono, e Aristotele, nella sua Poetica, non fa alcuna menzione di una simile divisione.
Il teatro romano, al contrario, utilizzava una divisione in atti. Lo attestano le commedie di Plauto e Terenzio, le tragedie di Seneca, già ai tempi di Orazio, tali divisioni erano divenute un precetto assoluto:
Neve minor, neu sit quinto productior actu
Fabula, quae posci vult et spectata reponi.
Tutto il teatro del XIII secolo ha più o meno applicato questa regola. Corneille si vanta dell'esattezza con la quale vi obbediva nelle sue prime commedie, arrivando perfino ad astenersi dal far entrare due versi in più in un atto che nell'altro.
Nel teatro classico francese, una pièce comportava una suddivisione in cinque atti. Tuttavia, per rispettare la regola delle tre unità, del teatro classico, nessun cambiamento si realizzava da un atto all'altro. La lunghezza dell'atto corrispondeva alla durata delle bugie disposte nella sala per illuminare l'ambiente, ovvero circa una ventina di minuti.
La divisione in atti è, di fatto, del tutto arbitraria e non ha ragion d'essere se non nella fatica dello spettatore o degli attori. La determinazione rigorosa del numero di atti è ancor meno giustificata. Il teatro moderno, che proporziona il numero di atti alla natura e all'importanza del soggetto, non ha quindi applicato il precetto di Orazio con scrupolosa fedeltà, e si contano delle pièce da uno fino a cinque atti, con una divisione in quattro che sembra avere il favore della commedia seria.
I vecchi maestri di retorica francesi, tra cui Gérard Vossius (1577-1649), giustificavano il numero consacrato di cinque atti dicendo che bisognava dapprima esporre il soggetto, quindi sviluppare l'intreccio narrativo per gradi, quindi arrivare al nodo, poi preparare il dipanamento dell'intreccio e infine concludere l'azione.
In realtà, più parti di questa scaletta narrativa possono compiersi in contemporanea.
La divisione in atti è una ripartizione drammatica che si incontra anche nel teatro in Persia, in India e anche in Cina, dove essa è indispensabile per spettacoli il cui svolgimento si dipana su più giorni.